# Vidradne, Pokrovske
Vidradne (în ucraineană Відрадне) este un sat în comuna Oleksandrivka din raionul Pokrovske, regiunea Dnipropetrovsk, Ucraina.

## Demografie
Componența lingvistică a localității Vidradne
     Ucraineană (98,19%)
     Rusă (1,81%)
Conform recensământului din 2001, majoritatea populației localității Vidradne era vorbitoare de ucraineană (98,19%), existând în minoritate și vorbitori de rusă (1,81%).